# Lycaena speciosa
Lycaena speciosa är en fjärilsart som beskrevs av Edwards 1877. Lycaena speciosa ingår i släktet Lycaena och familjen juvelvingar. Inga underarter finns listade i Catalogue of Life.